# 李孔亮
李孔亮（1914年5月—2015年4月13日），河北省高阳县人。中国人民解放军开国少将。1955年被授予大校军衔，1964年晋升为少将军衔。

## 生平
1938年参加冀中人民自卫军先锋军任北上先锋第一团政治部宣传干事，同年入党。
解放战争时期，任冀东军区第十四军分区副政治委员，冀察热辽军区军政干部学校政治部主任。1981年8月副兵团职离休。